# Bartolomeo da Bisenti
Bartolomeo da Bisenti (Bisenti, 1305 ? – dopo il 1347) è stato uno scienziato e medico italiano.

## Biografia
Fu fisico, matematico e professore di medicina all'Università di Napoli dal 1333 al 1347.
Fu medico di fiducia della corte angioina e in particolare di Roberto d'Angiò, che assistette negli ultimi giorni di vita.
Nel 1344 fu eletto maestro razionale del regno di Napoli. Venne per i suoi meriti insignito del titolo di "Miles".
Bartolomeo introdusse nella corte reale i prodotti tipici bisentini, giunti fino a noi: i tatù e i maccheroni alla molinara.